# 절대 가련 칠드런
《절대 가련 칠드런》(絶対可憐チルドレン)은 시나 다카시(椎名 高志)가 그린 일본 만화 작품 및 그것을 원작으로 하는 일본 TV 애니메이션 작품이다.
첫 연재는 소학관 〈주간 소년 선데이〉 2003년 7월 증간호로 일부 설정을 바꾸어 《주간 소년 선데이》 2004년 제39 - 42호에 단기 집중 연재로서 게재된 후, 같은 잡지 2005년 제33호부터 2021년 33호까지 연재되었다. 화수카운트는 「○th sense.」
세계에서 톱 클래스의 초감각지각 능력(ESP)을 가진 3명의 소녀와 그녀들에게 농락되는 상사 겸 교육계로 비에스퍼인 천재 과학자 청년이 여러 가지 사건을 해결해 나가는 코미디 액션이다.

## 스토리
21세기, 초능력자는 계속 증가하고 있었다. 그들은 군사, 외교, 경제등 모든 분야에서 활약하며 국제 경쟁의 열쇠를 가지고 있었다. 그러나 레벨 4이상의 사람은 초능력자 전체의 약 3%, 그 중에서도 일본내에 존재하는 최고 랭크인 레벨 7은 내무성 특무 기관 초능력 지원 연구국. 통칭은 B.A.B.E.L.(바벨)에 속하는 팀은 더 칠드런. 이들 멤버는 아카시 카오루(明石 薫), 노가미 아오이(野上 葵), 산노미야 시호(三宮 紫穂)의 3명뿐.
그녀들은 일본의 장래에 큰 이익을 가져온다고 기대되는 반면, 만약 일반인(노멀)들과 적대하게 되면 멈출 수 없는 위험한 존재이기도 했다. 그런 그녀들을 올바른 방향으로 이끌어서 가까운 장래 발생한다고 예지된 「일반인과 초능력자간의 최종전쟁」을 피하는 역할이 주어진 것이 현장 운용 주임 미나모토 코이치(皆本 光一)이다.
그는 괴팍한 성격을 가진 그녀들에게 농락되면서도 4명이서 여러 가지 사건을 해결해 나가고 있지만 미나모토는 그녀들을 올바를 방향으로 이끌 수 있는 것인가, 그렇지 않으면···.

## 등장 인물
왼쪽은 일본판, 오른쪽은 한국판 성우이다.

### 바벨본부 인물
아카시 카오루(Akashi Kaoru): 7월 20일 생 사자자리 O형. 초능력 레벨 7의 염동 능력자로 주 무기는 사이코키노를 사용하고 있다. 물체를 염력으로 움직일 수 있는 능력. 칠드런의 리더격으로, 아저씨 캐릭터.미래의 별명은 퀸 오브 카타스트로피(파괴의 여왕). (성우: 히라노 아야 / 박선영)
노가미 아오이(Nogami Aoi): 12월 26일 생 염소자리 A형. 초능력 레벨 7의 순간 이동 능력자 주 능력은 텔레 포터로 공간을 자유롭게 이동할 수 있는 능력을 가지고 있으며 칠드런 멤버 중에서, 제일 착실한 사람이다.미래의 별명은 라이트스피드 가드니스(광속의 여신). (성우: 시라이시 료코 / 서유리)
산노미야 시호(Sannomiya Shiho): 2월 12일 생 물병자리 AB형. 초능력레벨 7의 접촉 감응 능력자로 주 능력은 사이코메트러로 접촉하는 것으로써 여러 가지 정보를 읽어낼 수 있는 능력. 칠드런이 의지할 수 있는 명참 모역(미나모토 부재시 지휘역). 미래의 별명은 언터치어블 엠프레스(금단의 여제)(성우: 토마츠 하루카 / 여민정)
미나모토 코이치(Minamoto Kohichi): 9월 18일 생 처녀자리 B형.(중위), 자신은 모르고 있지만 초능력 7의 안티 안티 에스퍼 레벨 특수 에스퍼(단편에서만 본편 노멀함). 더 칠드런 현장 운용 주임으로 젊은 천재 과학자, 칠드런의 지휘관을 하고 있으나 칠드런에게 농락(괴롭힘) 당하는 경우가 많다. 아직 20세. (성우: 나카무라 유이치/ 강수진)
키리츠보 타이조: 바벨의 국장으로 칠드런들을 몹시 사랑하고 있으나 정신 연령이 어린 아이로 육체파에 속한다.(일명 딸바보) (성우: 코스기 쥬로타 / 최낙윤)
카시와기 오보로: 키리츠보를 보좌하는 비서관,(대위), 나이를 비롯한 개인적인 정보가 불명인 미인으로 미나모토 코이치 보다 계급이 높다. (성우: 아사노 마스미 / 이미나)
우메가에 나오미: 5월 28일 생 쌍둥이 자리 AB형. 초능력레벨 6의 염동 능력자로 주 무기는 사이코키노를 사용하고 있다. 레벨 4 이상의 고레벨 에스퍼 중 유일하게 고등학교에 다니고 있으며 특수 에스퍼로, 코드네임은 와일드 캣. 슬럼프에 빠져있다가 타니자키 주임으로 인해 정상적인 컨디션을 되찾게 되었다(이후 더 칠드런 프로젝트로 모든 에스퍼가 학교에 입학하는 것이 가능해졌다.) (성우: 후지무라 아유미 / 이지현)
타니자키 이치로: 특수 에스퍼 와일드 캣의 현장 운용 주임. 나오미를 자신의 이상의 여성으로 길러 결혼하겠다는 목표가 있으나 이런 문제로 나오미와 크로 작은 드러블이 많다.(성우: 야나카 히로시 / 서원석)
사카키 슈지: 초능력 레벨 6의 사이코메트러 의사(사이코 닥터). 미약한 사이코 키네시스를 사용하는 복합 능력자(생체 컨트롤 이라고 함). 코메리카의 유학 시절 때부터 미나모토의 친구로, 여자를 무척 좋아하는 바람둥이.(동시에 3~5명을 사귀는 능력이 있어 발각시에는 미나모토의 집으로 피신을 자주한다.) (성우: 타니야마 키쇼 / 임경명)
토키와 나츠코: 초능력 레벨 5의 투시 능력자로 주 능력은 클리어 보이안스를 사용하고 있다. 평소에 접수처에서 근무하고 있으며 특수 에스퍼 더 더블 페이스 중 한 명이다. (성우: 나카오 에리 / 이재현)
노와키 호타루: 초능력 레벨 5의 정신 감응 능력자 주 능력은 텔레파스를 사용하고 있다. 나츠코와 마찬가지로 평소에 접수처에서 근무하고 있으며, 특수 에스퍼 더 더블페이스 중 한 명이다. (성우: 사토 리나 / 김성연)
츠보미 후지코: 3월 24일 생 양자리 B형. 흡수한 에너지에 비례해 레벨이 변하는 복합 능력자로 효부와 같이 바벨의 초석이 되는 초능력 부대에서 활동했다. 효부를 이스트 에덴에 감금할 수 있었던 것도 후지코 덕분이다. 현재는 바벨의 관리관이다. 지금까지 젊음을 유지하고 있는 것은 남의 생명 에너지를 흡수하기 때문이다(빨아먹는다는 표현도 자주 사용). 이-9호의 미래 예지 영상을 보고 미래의 비참한 비극을 막으려 하고 있다. 예전에 효부와 은근히 연인 사이였던것 갔다.(후에 효부는 츠보미가에 입양된 아이로 판명 후지코와는 남매의 관계이다.) (성우: 유카나 / 김옥경)
이누가미 하츠네: 11월 7일 생 전갈 자리 O형. 초능력 레벨 2~4 합성 능력인 메타몰포시스를 사용한다. 특수 에스퍼 더 하운드 중 1명이다. 카오루를 유난히 따르고 속옷을 입는 것을 싫어함 (성우: 시미즈 아이 / 이재현)
야도기리 아키라: 10월 16일 생 천칭 자리 B형. 초능력 레벨 2~4 합성 능력인 리프레이드를 사용한다. 특수 에스퍼 더 하운드 중 1명이다. 하츠네와의 소꿉친구이자 뒷수발하는 남자아이. 하츠네의 식사부터 옷에 관련해서 모든것을 도맡아 한다. (성우: 오오우라 후유카 / 김민정)
코지카 케이코: 특수 에스퍼 더 하운드의 현장 운용 주임으로 어렸을 때부터 동물을 좋아해 동물과 관련된 CD, DVD, 책 등 여러 가지를 수집하고 있다.(현재 타니자키를 짝사랑한다. 나오미가 적극적으로 지원함) (성우: 나카지마 사키 / 김성연)
바렛트: 전에 블랙 팬텀에게 세뇌당한 에스퍼로, 사이코 키네시스(주로 납에 관련된 것을 컨트롤 하는 능력이다. 대부분 총알을 컨트롤 함)와 클리어 보이안스를 가지고 있다. 과거에 칠드런의 부스트에 의해 세뇌에서 풀려나게 되었지만, 세뇌가 풀리면서 블랙 팬텀에 의해 초능력을 잃고 노멀이 되었다. 하지만 현재는 능력을 80%정도 되찾고, 현재 바벨에 소속되어 있다. 주 임무는 그림자 칠드런(쉐도우 칠드런)을 보호하고, 칠드런을 서포트하는 것이다.(엄청난 오타쿠)(성우: 콘도 타카시 / 임경명)
팀 토이: 전에 블랙 팬텀에게 세뇌당한 에스퍼로, 사이코 키네시스와 힙노를 가지고 있다. 바렛과 마찬가지로, 과거에 칠드런의 부스트에 의해 세뇌에서 풀려나게 되었지만, 세뇌가 풀리면서 블랙 팬텀에 의해 초능력을 잃고 노멀이 되었다. 하지만 현재는 능력을 80%정도를 되찾고, 현재 바벨에 소속되어 있다. 주 임무는 그림자 칠드런(쉐도우 칠드런)을 조종하여 칠드런을 서포트하는 것이다.(주로 로봇이나 장난감을 다루며 엄청난 오타쿠이다.) (성우: 미나가와 준코 / 한경화)
스마 키리코: 더 칠드런의 전 현장 운용주임. 칠드런을 사나운 동물로 취급한다. (성우: 후카미 리카 / 이명희)
세이츠모 하나에: 초능력 중 텔레파시를 베이스로하는 힙노를 사용한다. 호스피스 병원에서 힙노를 사용해 환자들을 돌보고 있다. (성우: 시타야 노리코 / 김현지)

### 판도라 인물
효부 쿄스케(Hyohbu Kyohsuke): 초능력자 감옥(이스트 에덴)에 갇혀 있던 최악의 초능력 범죄자로, 에스퍼 혁명 조직 판도라의 보스다. 여러 가지 초능력을 가지고 있는 레벨 불명의 복합 능력자로, 칠드런이 바벨을 떠나 노멀들과 싸우는 에스퍼의 구세주로 되어주기를 바라고 있지만 속으로는 미래를 바꾸고 싶어한다. 예전에 후지코와 은근한 연인으로 알려져 있다.(후에 입양된 가문의 누님으로 밝혀짐 어릴적 많은 괴롭힘을 당했다.) (성우: 유사 코지 / 양석정)
머슬 오오카마: 모든 것을 경화 시키는 합성 능력을 사용한다. 주 기술은 능력을 응용한 빅 매그넘이다. 약간 지저분한 기술을 가지고 있는 초능력자 범죄자. 본명은 오카마 마스오라고 한다.(변태성과 게이기질이 있다. 여성들에게 인기가 많지만 본인은 남성을 좋아하는 기질이 있음 현재 미나모토를 좋아하는 기질이 보인다.) (성우: 미야케 켄타 / 심정민)
후지우라 요우: 2012년 5월 현재는 애니메이션에서 능력이 나오지 않았다. 하지만 만화책이나 선데이에서는 사이코 키네시스를 이용하여 파장을 조종하는 합성 능력자로 알려져 있다. 어렸을 때 효부에 의해 구해졌고, 지금은 판도라의 간부이다.(성우: 하타노 와타루 / 서원석)
츠쿠시 미오: 부분 텔레포터를 사용하고 있으며 판도라의 일원으로 효부를 좋아하고 있다. 바벨에서 노멀들과 사이좋게 지내면서도 효부 소령의 사랑을 받고 있는 카오루를 퀸으로 인정하고 싶어하지 않는다. 중학생편에서는 칠드런이 있는 로쿠죠 중학교에 편입 로비에트(가명)대사관의 양녀로 되어있다. (성우: 쿠기미야 리에 / 김현지)
마기 시로(Mqgi Shiroh): 초능력으로 탄소를 조절할 수 있는 능력을 가지고 있으며 판도라의 간부에 속한다. 판도라의 간부들 중 가장 열심히 일하고 있는 성실한 간부이다. 효부를 존경하고 있지만, 놀기를 좋아하고, 재멋데로인 효부에게 잔소리를 하는 잔소리꾼이다. (성우: 오치아이 코지 / 류승곤)
쿠로마키 세츠코: 텔라파시를 기본으로한 합성능력으로 사진을 이용하는 힙노이다. 전 바벨의 특수 에스퍼로 코드 네임은 「드림 메이커」. 현재는 판도라의 일원이다. (성우: 와타나베 아케노 / 이지현)
카노 모미지: 순간이동 능력을 이용한 공간 고정 능력을 사용하는 판도라의 간부. 판도라 간부들 중 거의 없는 여자 에스퍼이다. 키리츠보와 같은 아저씨 다입을 좋아한다. 마기가 키리츠보와 같은 보습으로 변해주기를 기대하고 있다. (성우: 치바 사에코)
야마다 코레미츠: 전쟁 중 수신능력을 잃은 텔레파스이다. 미오가 어릴 때 효부와 함께 구조하여, 미오를 친자식처럼 아낀다. 점점 커가는 미오가 자신으로부터 멀어져 간다고 느껴 적적해 하는 것 같다. 현재는 굉장히 우락부락한게, 프랑켄슈타인 같지만 유년 시절에는 엄청난 미소년이였다. (성우: 미야케 켄타 / 심정민)
히노 카가리: 사이코 키네시스, 파이로 키네시스, 그리고 약간의 예지능력을 사용하는 복합 능력자이다. 미오, 카즈라, 파티와 함께 칠드런과 같은 학교에 다니고 있는 남자아이다. 카즈라와 이런저런 관계가 있는 것처럼 보인다. (성우: 이리노 미유)
타마키 카즈라: 사이코 메트러와 텔레포트를 기반으로 한 합성 능력자이다. 텔레포트로 공간을 비틀어 몸이 촉수로 변형되어, 그 촉수에 닿은 물체의 정보를 읽어낸다. 카가리와 이러저러한 관계를 보여준다. (성우: 카토 에미리)
쿠그츠 타카시: 초능력으로 인형을 조종하는 인형술사로 전 바벨의 특수 에스퍼로 현재는 판도라의 일원에 속한다. 판도라에 들어간 이후 'Mr.9'이라는 별명으로 나름 유명해 지는데, 그로 인해서 사건에 말려들게 된다. (성우: 소마 유키토 / 박서진)
파티 크루: 전에 블랙 팬텀에게 세뇌당했던 에스퍼. 분자를 자유자재로 조종 할 수 있는 능력을 가지고 있다.(자신의 몸을 분자로 만들 수도 있다.) 카오루와 판도라의 부스트에 의해 세뇌가 풀렸지만 완전히 해방되지 못해서 치료를 해 왔다. 지금은 판도라의 미오, 카즈라,카가리와 함께 학교에 다닐 수 있을 만큼 상태가 호전되었다. 남들에게 알리기 싫은 그녀만의 취미가 있다.(엄청난 오타쿠 BL관련) (성우: 코바야시 사나에)
모모타로: 전쟁 당시실험으로 태어난 동물에스퍼. 공기를 미사일처럼 쏠 수 있고, 텔레파스로 대화도 가능하다. 항상 효부를 따라다니고, 가끔 임무나 땡땡이 칠 때 효부와 떨어져 다닌다. 칠드런과 해바라기씨를 굉장히 좋아한다.

### 기타 인물
팬텀 도터: 블랙 팬텀의 세뇌의 중추에 있는 인물이다. 다중인격의 소유자로, 힙노 능력으로 주 인격인 '미라주'와 미라주의 '아버님의 명령과는 상관없이 자신의 마음대로 행동하고 싶다.'라는 마음에서 생겨난 '팬텀', 그리고 칠드런에게 가까이 접근하기 위한 모의 인격 '유리'로 나뉜다. 칠드런과 놀고 싶다는 이유로 사건을 일으키기도 하고, '아버님의 위하여' 이런저런 일을 벌이기도 하지만, 본 인격인 '미라주는 유리의 변화, 패더의 설득, 효부의 노력에 의해 봉인된다.(팬텀은 효부의 약속으로 인하여 자신의 의지로 잠을 잔다.) 위저드(마법사)급의 힙노를 사용하지만, 힙노를 이용하여 다양한 초능력을 구사하기도 한다.: (성우: 이노우에 마리나 / 이지현)
유리: '미라주'가 칠드런에게 가까이 다가가기 위해서 만든 모의인격(주로 시호의 투시를 방지하기 위하여). 현재는 효부에 의해 '미라주'와 '팬텀'이 봉인되어 주 인격을 맡고 있다. 카오루를 굉장히 좋아하고, 치사토와도 잘 지내고 있다. (성우: 이노우에 마리나 / 이지현)
J.D그리셤: 코메리카의 에스퍼로 계급은 대령, 초능력 레벨 7의 정신 감응 능력자로 텔레파스이지만 20대때 효부에게 당한뒤로 주변의 에스퍼의 힘을 사용할 수 있는 능력 또한 갖추고 있다. 주위 에스퍼의 증력을 사용할 수 있는 이유로 '에스퍼 킬러'라고 불리고 있다. (성우: 스코우 타카유키 / 장광)
켄 맥가이어: 코메리카의 에스퍼로 계급은 중위, 초능력 레벨 6 클리어보이안스를 사용한다. 굉장히 활달하지만 멍청한 면이 많은 에스퍼이다. (성우: 하타노 와타루 / 류승곤)
메리 포드: 코메리카의 에스퍼로 계급은 중위, 초능력 레벨 6의 사이코 키노이다. 메리는 다른 사이코 키노들과 다르게 '유체 컨드롤'이라고 불리는 별난 능력을 사용한다.(주로 공기중이나 강가의 물을 다룬다.) (성우: 치바 사에코 / 이명희)
하나이 치사토: 상냥하고 어른스러운 성격을 가지고 있으며 칠드런이 전학을 오면서 곧바로 친구가 되었다. 레벨 2의 텔레파스이다. 토노와 어린 시절부터 친구이고, 칠드런과 유리가 가까워지도록 도와주기도 한다. 레벨 2이지만 텔레파스인 경향 또한 있어 분위기나 언어분야는 눈치가 빠르다. 칠드런이 보통과는 다르다는 느낌을 알지만 확인할 방법이 없어 칠드런과 관련된 이상한 대화나 사건에서는 사고가 정지되기도 한다. 소꿉친구인 토노와는 이런저런 관계이다. 어머니들도 사이가 좋아서 앞으로의 전망이 기대된다. 키스도 한 사이니까(사고였지만). (성우: 후쿠하라 카오리 / 김성연)
토노 마사루: 치사토와 어린시절부터 친구이다. 카오루와도 잘 지내고 있다. 어떨 때는 바보같고, 또 어떨 때는 어른스러운 종잡을 수없는 캐릭터다. 치사토와는 현재 이런저런 사이로 발전해서 키스도 한 사이이다. (성우: 사토 리나 / 이명희)
아카시 아키에: 카오루의 어머니로 언니와 마찬가지로 직업은 여배우로 활동하고 있다. 미나모토를 노리고 있다. (성우: 츠루 히로미 / 김성연)
아카시 요시미: 카오루의 언니. 나이는 21세로 직업은 그라비아 아이돌이다. 어머니와 마찬가지로 미나모토를 노리고 있다. (성우: 코우다 마리코 / 이명희)
캐롤라인 마기: 미나모토가 코메리카 유학 시절에 알게 된 미모의 여성. 에니에서는 레벨 2의 사키코 키노로 나오고 있지만, 만화책에서는 레벨 5의 텔레파스로 나오고 있다. (애니에서는 장래희망으로 만화에서는 학비로 약점을 잡혀) 에스퍼의 힘을 증가시키는 실험에 참가하여 초능력 중추가 새롭게 활성화 되면서 태어난 캐리(애니에서는 레벨 7의 사이코키네시스,텔래포터,텔레파시 등 만화에서는 레벨 6의 사이코키노 로 등장한다.) 애니에서는 마지막까지 캐롤라인이 캐리의 존재를 모르지만 만화에서는 캐리의 존재를 알고 자신의 사념파와 신체를 빌려주기도 한다.
캐리': 캐롤라인의 초능력 중추가 새롭게 활성화 되면서 탄생했다. 레벨 7의 사이코 키노이지만, 에니에서는 복합 능력자로 나오고 있다. 미나모토가 유일하게 좋아했던 여성이자, 미나모토를 사랑해 주었던 여성이다. (애니에서는 존재를 캐롤라인이 눈치 못챗지만 만화에서는 눈치채고 서로 대화 또한 할 수 있었다.)
나이: 8살 유리와 같이 살고 있다. 평소에는 유리가 눈치채지 못하도록 힙노를 통해 고양이의 모습을 하고 있다. 텔레포트를 메이스로 한 합성 능력자로 블랙팬텀에 세뇌되면서 머리에 플라스틱 폭탄을 설치했다. 하지만 사카키와 효부의 수술로 폭탄을 제거한다.
한조: 블랙 팬텀의 암살자. 임무 도중 트러블로 인해 블랙 팬텀에 도움 요청을 했다가 쫓기게 된 괸장히 불운한 사나이이다. 닌자에 관련된 것을 굉장히 좋아하는듯 하다. 자신을 숨겨주고 보호해 준 유리와 나이를 위해 노력한다.(일은 유리의 보호와 집보기 취미도 유리의 보호와 집보기)
패더: 비래를 바꾸기 위해 미래의 모든 에스퍼가 카오루를 중심으로 부스터를 확장시켜 만든 존재. 레어메탈 합성물과 결합하여 실체화 한 모습 역시 카오루의 미래의 모습을 메이스로 한다. 효부 이상의 초능력을 사용한다. 미래의 칠드런의 영향을 받아 미나모토를 사랑하고 있다. 밝혀진 바에 따르면 미래서 전쟁이 일어나는 것을 막기 위해 타임리프한 존재. 칠드런 셋을 베이스로 수많은 에스퍼가 융합돼있다고 한다.

## 등장하는 조직·국가·세력

### B.A.B.E.L.
B.A.B.E.L.(바벨)은 정부 특수기관 초능력 지원 연구국,(BAse of Baking Esp Laboratory)의 약자 통칭 바벨. 프리코그 시그마로 미래에 일어날 사건을 막는 일을 한다. 주로 하는 일은 첫 번째, 에스퍼의 발견, 보호 및 건전한 육성을 한다. 두 번째, 초능력 연구를 한다. 세 번째, 대형 사건의 예지 그리고 그 사전 방지 활동을 한다. 네 번째, 에스퍼가 관련된 것으로 추정된 각종 사건들의 해결을 한다. 다섯 번째, 일반적인 경찰로는 해결되기 곤란하다고 판결되는 각종 사건 및 사고들의 처리를 한다.

### P.A.N.D.R.A
P.A.N.D.R.A(판도라)는 「일반인(노멀)을 멸망시키고, 그 지배로부터 초능력자를 해방해 초능력자만의 세계를 만든다」는 것을 이념으로 하는 혁명 조직. 무슨 약칭인가는 불명. 효부 쿄스케(兵部 京介)를 리더로 해, 그 밖에 마기 시로(真木 司郎), 카노 모미지(加納 紅葉), 후지우라 요우(藤浦 葉)란 간부가 3명 있다. 「레벨 7」은 없지만, 초능력자의 수와 전력은 이미 바벨을 상회한다. 분쟁으로 부모를 잃거나 능력을 군사적으로 이용되고 있던 사람이나, 주위로부터 박해를 받거나 조직(바벨을 포함한다)으로부터 냉대를 받은 초능력자등이 보호나 권유를 받아 많이 소속해 있지만, 스스로 가입하는 사람도 있다. 야마다 코레미츠(ヤマダ・コレミツ)가 말하길 「자신들의 정의를 위해서 싸우고 있다」라고. 바벨등에서는 악의 조직이라고 생각하는 경향이지만 상기의 이유로부터 그렇다고도 단언할 수 없다.
그렇다고 해도 그 조직 자세 때문에, 같은 초능력자에 대해서 동료의식은 강하지만, 일반인(노멀)에 대해서는 비정하고 용서가 없는 면도 있다. 블랙 팬텀의 초능력자 격파를 위해서 관계없는 민간인이 타고 있는 여객기를 공격한 적도 있어(카오루가 민간인의 구조를 요청한 때문에 사망자를 내지 않고 마쳤다), 또 일본에서 핵물질을 훔쳐, 서아시아 모국(某國)의 무장 정치 조직과의 비합법적 거래로 자금을 버는 에피소드도 있었다(결과적으로는 효부의 변덕으로 저지되었지만, 군사적으로 이용되면 만 이상의 사망자가 나올 가능성이 있는 것을 인식하고 있었다). 따라서 무차별 테러 조직이라고 인식되어도 부정할 수 없는 것은 사실이다. 덧붙여 아오이나 시호가 말하길 「바벨보다 대우가 좋다」. 이로 인해 쿠구츠나 쿠로마키등은 여기에 소속하게 되었다고 생각되기에 효부가 제창하는 이념으로 전원이 결속 하고 있는 것은 아니라고 말할 수 있다.
활동 자금은 풍부하고 합법적으로는 「Pandra Box Soft」라고 하는 세계 최대의 컴퓨터 OS회사를 소유하고 있지만 뒤에서는 은행 강도와 같은 범죄로 돈을 버는 것도 많다. 최근에는 뒷공작으로 로비에트 국적을 취득해 외교관 특권도 손에 넣은 후, 일본 정부에도 압력을 가해 경시청의 데이터 뱅크에서 범죄자 정보를 삭제시켰기에 바벨은 공식적으로 판도라에 손을 댈 수 없게 되었다.
본거지는 호화 여객선 카타스트로피호. 초능력에 의해 레이다나 위성에게 안보이게 되어있으며 비상시에는 비행도 할 수 있다. 또, 방위용으로 타이푼급 잠수함을 가지고 있다. 합성 능력자가 만든 공간 홀을 맨션 등 여기저기에 준비해두고 그곳을 출입구로 이용하고 있다.
어차피 노멀과의 전쟁을 일으키는 것이 목적이지만 현재는 블랙 팬텀에 사로 잡힌 초능력자를 해방하는 조직이라고 하는 색깔이 강하다. 또한 아이들을 칠드런과 같은 일반 학교에 편입시키거나 블랙 팬텀과 관련해서는 극비에 바벨과 협력 체제를 취하는 등, 진의는 알 수 없지만 바벨측과 함께하는 행동도 하고 있다.

### 블랙 팬텀
블랙 팬텀은 일반인에 의한 살인 청부업자 조직. 블랙 팬텀을 자칭하는 일반인 신부(神父)를 바탕으로 구성된다. 블랙 팬텀의 딸 유리가 가지는 위저드급의 최면 능력(힙노)을 이용하여 독차지한 초능력자를 세뇌. 도구로서 취급한다. 효부가 말하길 「초능력자의 천적」. 구성원은 자신의 능력에서 유래한 코드네임이 주어진다. 구성원들의 세뇌는 매우 강력하며 자신의 죽음조차 싫어하지 않는다. 그 세뇌를 해제할 수 있는 것은 현재 더 칠드런뿐이다.
현재는 더 칠드런의 트리블 부스터의 방지책으로 머리에 플라스틱 폭탄을 심은 나이를 보냈으나 미라주의 변심으로 나이는 살 수 있었다.
현재 만화에서는 노멀의 도구로 에스퍼를 사용하는 집단으로 밝혀졌다. '평범한 사람들'이 납치한 초능력자를 비싼값에 사오거나 납치, 세뇌 등 다양하게 활동하여 판도라의 적수가 되었다.
더 칠드런 아카시 카오루를 세뇌시키기 위하여 유리를 일본으로 보내기도 하였다.
애니메이션판에서는 모든 초능력자를 자신들이 지배하는 것이 목적이며, 판도라가 초능력자를 이끄는 존재라고 말하는 칠드런을 말살하려고 했다.

### 평범한 사람들
평범한 사람들은 초능력 배척을 호소하는 반에스퍼 테러조직이다. 에스퍼는 인류 문명의 파괴자다라고 여기며 에스퍼 추방을 목적으로 하고 있다. 경우에 따라서는 총기등에 의한 실력 행사도 불사하는 과격한 단체.
「우리는 어디나 있다」의 슬로건 대로 인간 사회의 각양각색 장소에 「보통 사람들」을 자칭하는 사람들이 잠복·존재하고 있다. 수많은 노멀의 지지자가 있어 신형 ECM라고 하는 최신의 대에스퍼용 병기를 용이하게 입수할 수 있는 것부터 지지자 중에는 정재계나 군부에 굵은 파이프로 연결되고 있는 사람도 있는 것을 예상할 수 있다. 또 바벨의 메인컴퓨터에 침입해 사이버 테러를 일으키거나 예지 시스템에 가짜 데이터를 섞여들게 하는 등 기술이 높은 사람도 있으며 애니메이션판에서는 바벨 직원으로서 잠입하고 있던 사람, 일부러 사고를 내고 에스퍼가 난폭하게 보이게 하려고 한 집단도 있었다.
다만 카와무라 타케시의 부친에 의하면 조직간 연결은 거의 없고 지구(地区)마다 개별적으로 활동하고 있다.
평범한 사람들을 자칭하는 사람중에는 어디까지나 자신들을 「평범」이라고 정의하면서도, 에스퍼 배척을 위해서는 관계없는 노멀이나 동료의 희생도 마다하지 않는 위험사상의 소유자도 있어 반폭도화한 그들은 「평범」이라고 하는 개념이 가지는 애매함을 스스로 풍자하는 존재가 되고 있다.
미나모토에게 「자신 속에 초능력 이외의 가치를 찾아내지 못한 싸움에 진 패배자」라고 매우 호된 평가가 내려지고 있어 실제로 지지자중에는 에스퍼가 초능력을 가지고 있는 것을 시기하고 있을 뿐인 사람도 있다.
기본적으로 정규 활동중은 전원 검은 슈트에 폭이 넓은 선글라스를 착용하고 있다.

### 코메리카 합중국
코메리카 합중국은 본작에서 미국의 명칭. 한자 표기는 「米国」. 태평양전쟁으로 일본과 전쟁했던 나라도 「아메리카」가 아닌 「코메리카」가 되고 있다. 초능력자 팀 「더 리버티 벨스」를 일본에 주재시키고 있다. 미나모토 코이치와 사카키 슈지가 유학하고 있었던 것도 이 나라이다.

### 임파라헨 왕국
세계 최소국이지만 일본 희소금속(레어 메탈) 최대 수출국. 초능력자 무녀가 왕실 고문을 맡는다. 레어 메탈의 결정으로 완성된 현자의 상이 있어 그 옥좌에 앉아 숨을 거둔 초능력자의 영혼(잔류 사념)은 사후에도 상에 머물러 계속 살고 그것을 다음 세대의 무녀가 접촉 감응(사이코메트리)으로 읽어내는 것으로 능력과 정신을 계승할 수 있다. 또한 임파라헨(インパラヘン)의 유래는 일본어로 인도나 파키스탄의 약자(『印』 『パ』에서)에서 따온 것으로 특별한 모델은 없다.

### 그 외의 조직, 국가
E.S.F.A.T.E
E.S.F.A.T.E(에스페이트)는 대전술 초능력자 공격반(ESpecial Force Against Tactical Esper)의 약어. 초능력자에게 대항하기 위한 특수부대의 이름. 육상 자위대가 보유하고 있지만 공식으로는 존재하지 않는 취급이 되어 있다. 소설판만 등장.
로비에트 연방
본작에 있어서의 소비에트 연방의 명칭. 이 작품내에서는 1개의 나라로서 존재하고 있는 모양. 대통령의 이름은 살모넬라. 매우 적이 많은 인물이지만 판도라의 보호로 암살을 모면했다. 경제·군사 원조와 바꾸어 판도라 멤버에게 로비에트 국적을 주었다.
서아시아 모국(某國)
인도 근처를 연상시키는 나라. 테러 조직 알레 루기아 해방 전선이 이교도를 죽일 수 있도록 몰래 활동하고 있었지만, 효부에 의해 괴멸 당했다.
에게레스
본작에 있어서의 영국의 명칭. 게임판의 등장 인물인 돌리들은 이 나라에서 방일했다. 초능력 연구의 분야에서는 선진국 중에서도 늦는다고 여겨진다.
구르티나 공화국
드라마 CD 제2편에 등장. 카리브해에 있는 소국에서 군사 정권이 통치하고 있다. 파라시오스 교수의 연구를 지원해, 미나모토와 사카키 납치에 협력했다.

## 기본용어

### ESP 관련
초능력자(에스퍼)
초능력을 가지는 사람들. 태어났을 때부터 초능력을 가지는 선천적 에스퍼와 노멀이 어떠한 이유에 의해 초능력을 발현시킨 후천적 에스퍼가 있다. 뇌에 초능력 중추가 있는 것은 확인되고 있지만 자세한 원리는 현재까지 설명되어 있지 않다. 뇌기능이 데미지를 받거나 감정을 제어할 수 없게되면 폭주를 일으켜 사용 불능이 된다.
유전성이기 때문에 부모님 모두 에스퍼인 경우는 물론, 한쪽 부모가 노멀이어도 초능력은 계승한다. 또 부모님 모두 노멀이어도 초능력 인자가 없다고는 말할 수 없고 아이는 ESP가 나타나는 경우도 있다. 초능력 인자가 불활성 상태였던 잠재적 초능력자로 이전까지 노멀이라고 인정되고 있던 인물이 사고나 병, 성장기 등 어떠한 계기로 ESP에 눈을 뜨는 케이스도 많기에 양자의 경계는 애매한 것이 되고 있다.
인간 이외에도 실험으로 초능력을 심어진 모모타로(桃太郎)나 이-9호와 같은 에스퍼 동물도 존재한다.
일반인(노멀)
초능력을 가지지 않는 일반 사람들. 세계 사회의 중추는 에스퍼가 아닌 노멀이 운영하고 있다. 여러 가지 이유에 의해서 한때 에스퍼를 무작정 배척하는 경향이 세계적으로 높았기 때문에 바벨 등은 에스퍼 옹호 운동이나 차별을 없애는 운동을 실시하고 있다.
현대에서는 리미터의 보급도 있어 양자는 비교적 양호한 관계를 유지하고 있지만 「평범한 사람들」과 같은 배척 단체도 존재하며 뒤에서는 아직도 에스퍼를 싫어하는 사람도 많다. 일반인 중에는 에스퍼라고 판명된 아이를 두려워한 부모가 육아를 포기하거나 학대를 실시하는 케이스도 있어 바벨은 그 보호도 대신하고 있다. 특히 높은 레벨의 에스퍼에 대한 공포와 편견은 뿌리 깊고 판도라의 세력 확대의 한 요인이 되고 있다.
ESP 리미터
초능력자가 스스로 장착해서 초능력을 약하게 하는 기능을 가진 장치. 일반인에게 소외되거나 박해받지 않는 이유 외에도 무의식적인 초능력 사용에 의한 뜻하지 않은 사고나 폭주를 억제해 초능력자를 지키는 측면도 가진다. 모양은 액세서리형이 많다. 그러나 만능이 아니고 레벨을 3 내리게 하는 것이 한도이다. 이 때문에 칠드런은 이것을 장착해도 레벨 4까지 밖에 레벨을 내릴 뿐이지만 다수를 가지는 것으로 거의 0까지 내리는 것은 가능(효부가 실행). 또 개인의 염파에 맞추어 조정하는 것으로 효율을 10%정도 올릴 수 있다. ESP 자물쇠등의 구속형을 제외해면 어디까지나 장착도구의 한종류이기에 떼버리면 능력은 회복. 최종적인 착용은 개인의 의사에 달린다.
칠드런들이 달고 있는 ESP 리미터는 성질적으로는 ESP 자물쇠로 분류되고 있어 미나모토의 지령을 받는 것으로 락이 풀리고 전능력이 해금되는 구조가 되어 있다. 후에 다른 ESP의 염파를 한 명에게 추가하는 것으로 출력이 올려지도록 개량 되었다.
ESP 자물쇠 (ESP 락)
초능력자를 구속하는 경우등에서 사용하는 초능력을 저해하는 수갑. 구속도구이기 때문에 열쇠가 되는 해제 코드가 개별적으로 설정되어 있어 외부로부터의 접속 해제는 어렵다.
ESP 리미터처럼 어느 정도 이상의 능력자를 완전하게 막을 수 없지만 외부 전원을 사용한 강제 차단 능력을 가지는 것도 존재한다.
ECM
초능력대항조치(Esp Counter Measure)의 약어. 인공적으로 강력한 디지털 전파를 발생시켜 초능력을 무효화하는 장치. 효과에 비례해 장치도 커지지만 여러개를 설치하는 것으로 소형이어도 고위력을 낼 수 있다. 전방위형 외에 지향성형도 있다. ECM의 영향을 회피하는 능력을 가지는 효부에는 완전히 효과가 없다. 또, 폭주시의 카오루도 ECM는 의미가 없다. 후에 미나모토의 휴대전화에 내장되게 되었다. 에스퍼를 말살하기 위해 「평범한 사람들」등 반에스퍼 단체에 악용되는 일도 자주 있다.
ECCM
초능력대항대항조치(Esp Counter Counter Measure)의 약어. 「ECM 중화 장치」등으로 표기되기도 한다. ECM 악용 대책에 대비해 개발되었다. ECM 전파를 상쇄해 초능력의 방해를 해소하는 장치. 미나모토는 칠드런의 리미터에 탑재하고 있었지만 에피소드 『기프트 오브 칠드런』이후의 신형 리미터에는 탑재되어 있지 않다. 이쪽도 후에 미나모토의 휴대전화에 내장되게 되었다. 소형이어도 충분한 능력을 발휘하지만 전력 소비가 심하기 때문에 배터리 타입이라면 단시간 밖에 사용할 수 없는 것이 결점.
레어 메탈 결정
더 칠드런의 리미터의 중심 등에 사용되고 있는 물질로 ESP염파를 기록, 증폭하는 성질을 가진다. 트리플 부스트 사용시엔 반드시 필요하다. 또 에스퍼의 혼(잔류 사념)이 머무는 일이 있다. 칠드런의 강제 해방에 사용되면 그 결정 구조가 변하는 것이 확인되고 있다. 통상 「레어 메탈」이란 단어는 희소금속 전반을 가리키지만 이 작품내에서는 이 결정만을 가리킨다고 생각된다.
투시 프로텍터
피부의 전위를 어지럽히는 것으로 투시되는 것이나 마음을 읽는 것을 방해하는 소형의 장치. 다만 시호와 같은 고레벨 초능력자가 진심으로 읽으려고 했을 경우는 막을 수 없다.
이스트 에덴(에스퍼 형무소)
애니메이션 제8화에 의하면 정식명칭은 이스트 에덴. 범죄를 범한 에스퍼를 수용한다. 섬의 모든 장소에 ECM가 있고 모든 죄수에게 리미터가 달려 있다. 섬과 연락은 헬리포트로만. 입퇴장 및 블록 이동 시에는 엄중한 시큐리티 체크를 실시한다. 건물은 내ESP 사양으로 외벽은 미사일의 직격에도 견딜 수 있다.
대초능력 차단 시설(가명)
ECM를 시설내의 여기저기에 설치해 ESP 리미터나 ESP 자물쇠를 사용하지 않아도 초능력자의 활동을 상시 제한할 수 있는 시설. 때로는 전자벽, 특수강철재등도 사용한다. 은행의 지하 금고나 군 시설등의 중요 시설에서 사용되고 있지만 당초 효부가 있던 격리 시설 등 에스퍼에 대한 감금 시설(형무소)에서도 사용되고 있다. 소설판에서는 바벨 본부도 비상시에 대비해 같은 시설화를 하고 있다(본부에는 동시에 ECCM도 설치되어 있다).
간이 설치형 ESP 탐사기기(가명)
공적 공공기관에 대해 에스퍼를 확인하는 장치. 작중으로 유원지의 입장시설에 설치되어 있는 것으로 볼때 일반 기계로서 보급되어 있다고 생각된다.
변동 확률
예지 능력에 의해서 예지된 미래를 바꿀 수 있는 확률. 초능력과 동일하게 1-7의 레벨이 있다. 그 레벨은 미래의 무게를 나타내고 「변동 확률 레벨 7」의 예지는 「레벨 7」의 초능력자 밖에 바꿀 수 없다.

### 군사·기술 관련
광학 미채(애니메이션 제6화에서는 「옵티컬 위장 자켓」)
주위의 경치에 맞추어 자동적으로 자기의 색채를 변화시켜서 투명하게 보이게 하는 미채옷. 기척까지 지울 수 있는 것은 아니기 때문에 발소리등으로 발각되어 버리기도 한다. 헬멧이 벗겨지거나 하면 기능은 정지한다.
네오 클리어 에너지
가공의 에너지의 하나. 일본에서는 발전 등에로 평화적으로 이용하고 있지만, 네오 클리어 폭탄으로서 대량 살상 무기로도 전용을 할 수 있다. 방사능을 수반하지만 인체에는 무해. 뉴스에서는 먹어도 안전하다는 사전 선전이 흘렀다. 네이밍은 「nu - clear(핵)」로부터.
대일본 제국 육군 특무초능부대
극중에서는 구일본군도 초능력 개발 연구를 실시하고 있던 것 같다. 효부 쿄스케·츠보미 후지코등 복수의 소년병(작중의 회상담에서)이 소속하고 있어 이-9호·이-8호·모모타로등의 동물 실험을 했다. 현재의 B.A.B.E.L.의 모형이 되고 있다.

## 초능력에 대해서
물리 법칙을 비틀어 구부리는 것이 가능한 힘. 질량·에너지 보존의 법칙은 물론, 공간도 빛의 속도도 넘는다.
「초감각」과 「염동력」의 2가지로 나눌 수 있다. 또 이 작품에는 그것들의 조합등에 의해 복합 능력과 합성 능력이 존재한다. 초능력자는 아래에 있는 초능력 중 1개 또는 몇 개의 능력을 가지고 있다. 최근에는 합성 능력 주체의 에스퍼가 주류가 되어 있어, 칠드런과 같은 순수한 고레벨 초능력자는 희소. 훈련으로 어느정도 능력을 늘릴 수 있고 부상이나 극한 상태에 빠지는 것으로 통상에서는 불가능한 성장을 이루어 능력이 강화·증가하는 일이 있다.
에스퍼들의 힘은 서로 다르며, 세계적으로 레벨로 분류되고 있다. 이것들은 초능력의 능력의 정도를 계측기를 이용하여 1에서 7의 숫자로 나타내며 숫자가 큰 만큼 능력이 높아진다. 분류는 1996년 이전의 일본 기상청 진도 계급의 기준을 모방한 것이다. 레벨이 오르는 만큼 초능력자의 수는 적어지고 최고 레벨인 7은 손에 꼽을 수있는 정도 밖에 존재하지 않는다.
- 레벨 1 - 정지하고 있는 사람이나, 특히 초능력에 민감한 사람이 느끼는 정도.
- 레벨 2 - 많은 사람들이 느낀다. 현관이나 창문이 흔들리는 정도.
- 레벨 3 - 가옥이 흔들리고, 전등처럼 허공에 매달려 있는 물건들이 크게 진동한다.
- 레벨 4 - 꽃병 등이 쓰러지고 걷어다니는 사람도 느낄 수 있다. 많은 사람이 놀라 밖으로 뛰쳐나간다.
- 레벨 5 - 벽에 금이 가고 묘비가 쓰러진다.
- 레벨 6 - 가옥 붕괴 3% 이하. 지진과 산사태가 발생한다.
- 레벨 7 - 온갖 것들이 파괴되고 물건이 날아간다.

레벨 6을 넘는 측정 불가수치는 전부 레벨 7로 분류하기에 레벨 7도 사람마다 그 강도가 다르다.

### 초감각
초감각적 지각. ESP(Extra Sensory Perception)로 표기되기도. 영감·텔레파시·육감·예지·과거시 등. 통상 보거나 느끼거나 할 수 없는 것을 알아내는 능력.
접촉 감응 능력(사이코메트리)
초감각의 대표.
만지는 것으로 인간이나 물체로부터 과거나 현재의 정보를 읽어낼 수 있다. 읽어내는 내용은 상황에 따라서 다르기에 반드시 만능은 아니다. 도구등을 만지면 그 사용방법도 알아내어 완벽하게 다룰 수 있다. 총을 만지면 탄환의 궤도도 안다. 또, 같은 정신 감응계 초능력자나 자제심 등 정신적 프로텍트가 강한 사람에게는 다소 능력의 효과가 떨어진다.
대상 물체를 간접적으로도 만질 수 있으면 능력의 대상이 된다. 벽 등을 사이에 두어도 그 실내를 대상으로 능력을 사용할 수 있다. 또한 바람 등 실체가 없는 것도 대상이 된다.
대표인물: 산노미야 시호(레벨 7), 사카키 슈지(레벨 6), 츠보미 후지코
투시능력(클리어보이안스)
형태를 간파하는 능력. 주머니의 내용부터 심장등의 장기까지. 전방 이외의 360도도 투시, 확인할 수 있다.
대표인물: 토키와 나츠코 (레벨 5), 바렛트
원격 투시 능력(리모트네스 클리어보이안스)
투시 능력(클리어보이안스)보다 한층 더 먼 형태를 간파하는 능력. 레벨이 높으면 수백 킬로미터 범위에서도 간파하는 것이 가능.
대표인물: 켄 멕가이버 (레벨 6)
예지능력(프리코그)
미래를 예지하는 능력. 비교적 수가 많은 ESP이지만, 높은 레벨이 나오기 어려운 능력이기도 하다. 그 때문에 바벨에서는 수십명의 예지 능력자의 예지를 통합하여 하나의 예지로서 취급하는 특수한 기계(프리코그 시그마)를 사용, 예지의 정밀도를 높이고 있다.
대표인물: E-9호(돌고래)
정신 감응 능력(텔레파시)
타인의 생각을 읽거나 자신의 생각을 상대에게 보내거나 하는 능력. 생각 뿐만이 아니라 타인의 시각 이미지를 다른 사람에게 보낼 수도 있다. 사람간의 생각을 중계하는 것으로 의사 전달의 수고를 큰폭으로 줄일 수 있다. 고레벨의 텔레파시 능력자 안에는, 타인의 초능력을 자신의 초능력으로 복사할 수 있는 사람도 존재한다.
대표인물: 노와키 호타루(레벨 5), J.D 그리셤(레벨 7), 야마다 코레미츠, 세이츠모 하나에, 하나이 치사토(레벨 2)
최면능력(힙노)
텔레파시로 타인의 뇌의 화학물질을 이미지대로 변화시켜 암시를 거는 능력. 상대가 바라지 않는 암시나 이미지를 보내려고 하려면 강력한 염력이 필요한 이유로 단시간 밖에 효과가 지속하지 않는다. 그 때문에 장기에 걸쳐 효과를 지속 시키려고 할 때에는 상대의 사고를 자신의 생각으로 유도하려고 한다.
변신 능력이나 환각, 환혹능력도 힙노로 분류된다. 레벨이 높다면 시각 뿐만이 아니라 통증등의 신체적 감각도 상대의 정신에게 줄 수 있어 죽이는 일도 가능.
대표인물: 효부 쿄스케, 팬텀 도터(유리)
이동능력(텔레포트)
3차원공간을 완전히 억제해 4차원으로 다루는 능력. 물리적으론 최강의 능력이지만, 그만큼 섬세해서 문제이기도 하다. 능력을 응용해 순간적으로 다른 장소로 이동하거나 벽을 통과할 수도 있고, 공간을 일그러뜨려 빛을 구부려 공간을 왜곡시켜 최면같은 공격에서의 시각효과를 최소한도로 억제할 수도 있다. 공간을 사용하는 능력이기 때문에, 공간인식으로 보이지 않는 것을 알아차릴수도 있다.
대표인물: 노가미아오이(레벨 7), 카노모미지, 츠쿠시미오

### 염동력
PK：(Psycho Kinesis)와 표기되기도. 정신의 힘으로 물건을 움직이거나 상태를 변화시키는등 외부 세계를 제어하는 능력을 넓은 의미로 부른다.
염동력 (사이코키네시스)
염동력의 대표. 정신의 힘으로 물건을 움직이고, 레벨이 높을수록 무거운 것을 움직이거나 세세한 컨트롤이 생기게 되지만 불안정함도 늘어나기에 항상 폭주의 위험이 있다. 레벨 5정도되면 자신의 몸을 들어 올려 날 수도 있게 되지만 상당한 재능과 특훈이 필요. 충격파에 의한 공격이나 신체 능력의 강화 등 전투의 제1선에서 활약하는 능력. 사람에 따라서는 물건을 태우거나 얼게 하기도 할 수 있다.또, 파형을 전기적인 것(전자파등)으로도 변환할 수 있는 것 같다. 레벨이 낮아도 심장을 멈추게 할 수 있는 등 위협이 되기에 사람에 따라서(효부나 바레트 등)는 염동능력을 살인 수단으로 쓰고 있다.
대표인물: 아카시카오루(레벨 7), 츠보미 후지코, 우에가에 나오미(레벨 6)
화염 발화 능력 (파이로키네시스)
발화 능력. 뜨거운 바람(熱風)을 조종한다.
대표인물: 히노 카가리

### 복합능력
1명의 에스퍼가 몇 개의 능력을 겸비하고 있는 상태. 조합해 사용할 수 있기에 응용범위는 넓지만, 많은 경우 개개의 능력의 레벨은 낮다. 효부 쿄스케, 츠보미 후지코, 유리와 같은 고레벨의 복합 능력자는 희귀. 사카키 슈지와 같이 하나의 능력과 합성 능력을 겸비하는 타입도 있다.

### 합성능력
1명의 에스퍼가 복합능력처럼 여러개의 초능력을 갖고있었지만 그 능력들이 합쳐져 다른 초능력으로 바뀐 것이다. 대표적으로 텔레포트와 메타몰포시스, 리프레이드를 비롯해 여러 가지 있다.

## 스토리·연표
과거
- 1939년-

효부와 후지코, 육군 특무 초능력 부대의 일원으로서 전쟁에 참가.
- 1945년·히로시마 폭격 다음날[2]

효부, 미래 예지 결과의 두려움으로 부대장에 총을 맞는다.
- 2000년 7월 30일

카오루 탄생. 그 근처에서 효부, 후지코에게 잡힌다.
- 2005 - 2006년경

카오루, 아오이, 시호, B.A.B.E.L의 시설에서 처음으로 만난다.
본편
- 2010년

- 봄

미나모토, 칠드런과 첫 대면. 그 후 머지않아 담당 운용 주임으로.
- 여름

이-9호, 칠드런의 미래를 예지. 칠드런, 로쿠조인(六條院) 초등학교 4년에 편입.
- 불명

효부, 감옥에서 탈옥. P.A.N.D.R.A의 존재가 발각.
- 2011년

- 봄-여름경

칠드런, 「블랙 팬텀」과 처음으로 접촉.
- 2013년[5]

칠드런, 초등학교를 졸업해 중학교에 진학. 쿠모이 유리와 친구로.
그림자 칠드런(섀도 오브 더 칠드런) 계획 시작.
- 2016년

칠드런, 중학교를 졸업해 고등학교에 진학.
미래
- 2020년경[7]

카오루, 판도라에 합류. 이후 아오이 및 시호도 가입.

## TV 애니메이션
- 2008년 5월부터 2009년까지 TV 도쿄 계열에서 방송했으며, 총 51화로 완결되었다.(그리고 39.5화로 번외판이 존재함.) 대한민국의 경우, 챔프에서 2010년부터 번외판을 포함해 총 52화로 방송되었다. 애니의 내용은 원작 만화의 1~15권까지의 내용을 다루고 있다.

## OVA
- 2010년 7월 16일 절대가련 칠드런 중학생편이 발매되었다. 이야기의 내용은 바벨에서 알 수 없는 전대미문의 사건이 발생했다. 그로 인해 미나모토 코이치는 팬텀 도터에 의해 세뇌를 당하게 되었고 공격해 오는 미나모토를 보고 당황해 하지만 뒷편에 세뇌시킨 팬텀 도터가 자리하고 있는 내용이다. OVA의 내용은 원작과 관련없는, 오리지널 스토리이다.